# Isaiah Firebrace
Isaiah Firebrace, også kendt som Isaiah (født 21. november 1999 i Moama, New South Wales), er en australsk sanger, der repræsenterede Australien ved Eurovision Song Contest 2017 med sangen "Don't Come Easy" og opnåede en 9. plads. Han deltog også i sæson 8 af det australske udgave af X Factor, hvor han vandt.